# Maclaren-Monolith
Die Maclaren-Monolith ist ein Berg im ostantarktischen Coatsland. Er ragt rund 1000 m (nach britischen Angaben 1400 m) hoch in den Herbert Mountains der Shackleton Range auf und besitzt einen monolithischen Gipfel.
Aus der Luft fotografiert wurde er 1967 durch die United States Navy. Der British Antarctic Survey unternahm zwischen 1968 und 1971 die geodätische Vermessung. Das UK Antarctic Place-Names Committee benannte ihn 1971 nach dem schottischen Naturforscher Charles Maclaren (1782–1866), der 1861 als Erster den Einfluss der Gletscheraktivität auf den Meeresspiegel erkannte.